# (31017) 1996 EH2
(31017) 1996 EH2 là một tiểu hành tinh vành đai chính. Nó được phát hiện bởi Robert H. McNaught ở Đài thiên văn Siding Spring ở Coonabarabran, New South Wales, Australia, ngày 15 tháng 3 năm 1996.